# Stazione di Santiago di Compostela
La stazione di Santiago di Compostela (in spagnolo e galiziano Estación de Santiago de Compostela) è la stazione ferroviaria di Santiago di Compostela, Spagna.